# Valentina Cortese
Valentina Cortese (Milánó, 1923. január 1. – Milánó, 2019. július 10.) BAFTA-díjas olasz színésznő.

## Fontosabb filmjei
- Gúnyvacsora (La cena delle beffe) (1942)
- Regina di Navarra (1942)
- Una signora dell'ovest (1942)
- I dieci comandamenti (1945, a "Non nominare il nome di Dio invano" részben)
- Ki látta? (Chi l'ha visto?) (1945)
- Un americano in vacanza (1946)
- Il passatore (1947)
- A bolygó zsidó (L’ebreo errante) (1948)
- Tolvajok országútja (Thieves' Highway) (1949)
- Malaya (1949)
- The Glass Mountain (1949)
- Shadow of the Eagle (1950)
- Donne senza nome (1950)
- The House on Telegraph Hill (1951)
- La rivale dell'imperatrice (1951)
- Secret People (1952)
- La passeggiata (1953)
- Donne proibite (1954)
- Mezítlábas grófnő (The Barefoot Contessa) (1954)
- Barátnők (Le amiche) (1955)
- Square of Violence (1961)
- Barabás (Barabbas) (1961)
- A lány, aki túl sokat tudott (The Girl Who Knew Too Much) (1963)
- Az öreg hölgy látogatása (The Visit) (1964)
- Júlia és a szellemek (Giulietta degli spiriti) (1965)
- Lylah Clare legendája (The Legend of Lylah Clare) (1968)
- Marie szeszélyei (Les caprices de Marie) (1970)
- Első szerelem (Erste Liebe) (1970)
- Madly (1970)
- Hajó a füvön (Le bateau sur l'herbe) (1971)
- L'iguana dalla lingua di fuoco (1971)
- Napfivér, Holdnővér (Fratello sole, sorella luna) (1972)
- Trockij meggyilkolása (The Assassination of Trotsky) (1972)
- Amerikai éjszaka (La Nuit américaine) (1973)
- La città sconvolta: caccia spietata ai rapitori (1975)
- A svihák (Le grand escogriffe) (1973)
- A Názáreti Jézus (Jesus of Nazareth) (1977)
- Az idő szorításában (When Time Ran Out) (1980)
- Münchausen báró kalandjai (The Adventures of Baron Munchausen) (1988)
- Egy apáca szerelme (Storia di una capinera) (1993)